# Maksim Spoznavalec
Sveti Maksim Izpovedovalec (Konfesor, Pričevalec, Priznavalec, tudi zmotno: Spoznavalec; latinsko Maximus Confessor), cerkveni oče, krščanski menih, teolog, * približno 580, † 662.

## Življenje
O odraščajoči dobi sv. Maksima Izpovedovalca sta znani dve izročili. Prvo – tradicionalno – govori o tem, da se je Maksim rodil plemeniti bizantinski družini, bil zelo izobražen in visok dvorni uradnik. Še mlad naj bi se odpovedal vsemu imetju in vstopil v meniški red. Po drugem izročilu je bil Maksim sin Samarijana in perzijske sužnje, ki se je izšolal v palestinskih samostanih.
Najverjetneje nikoli ni bil posvečen v duhovnika. Leta 613 je vstopil v samostan v Hrizopolisu na azijski obali nasproti Carigrada. Perzijske invazije so bile krive, da je ta samostan okrog leta 626 tudi zapustil. Naslednji podatki, ki jih poznamo o njegovem življenju, se nadaljujejo šele leta 632. Znano je, da je bil tega leta v afriški Kartagini, najverjetneje v samostanu Eukratas. Kje se je nahajal med letoma 626 in 632, ne vemo točno. Obstajajo domneve, da naj bi nekaj časa bival na Kreti ali celo na Cipru.
Zaradi spora z monofizitskim patriarhom prestolnice Pirom, leta 646 Maksim odpotuje v Rim k tamkajšnemu škofu, ki mu je nudil zatočišče, saj je Maksim izgubil vsako oporo na carigrajskem dvoru in cerkvenih krogih Konstantinopla. Zaostrovanje med Carigradom in Rimom je dobilo take razsežnosti, da je razkol postal neizogiben.
Ko je novi papež Martin I. pod Maksimovim vplivom sklical lateranski cerkveni zbor leta 649, na katerem so obsodili monoteletsko herezijo, ju je dal cesar prijeti in odvesti v Carigrad, kjer so jima tudi sodili. Papež je bil izgnan v Herson, kjer je septembra leta 655 tudi umrl.
Maksimu in njegovemu zvestemu učencu Anastaziju so sodili šele leta 655. Ker je kljub grožnjam in pregovarjanju ostal zvest svojim prepričanjem, ga je (monoteletski) cerkveni zbor izobčil z njegovimi učenci vred. Odsekali so mu jezik in desnico, da ne bi mogel več oznanjati svoje vere. Zaradi telesne izčrpanosti in mučenja je 13. avgusta 662 umrl.

## Delo
Maksimova dela (znanih je okrog šestdeset) niso obsežni sistematični traktati; gre za kratke sinteze, za polemične in eksegetske spise ter za zbirke strnjenih miselnih enot. Njegova dela lahko okvirno razčlenimo na skupino filozofsko-teoloških razprav zoper monofizitsko herezijo; na enajst razprav ali pisem različne vsebine; na skupino razprav zoper monoteletizem (najvažnejša med njimi je »Disputacija s Pirom«); naslednjo skupino tvorijo razlage težko razumljivih svetopisemskih mest - med njimi je najbolj znanih 65 modrih odgovorov na vprašanja Talasija, predstojnika nekega afriškega samostana; razlaga 59. psalma, znana pod latinskim nazivom kot »Quaestiones et dubia« – in "Kratka razlaga očenaša". Znamenite so tudi njegove opombe k delom Dionizija Areopagita, za katere se je izkazalo, da so v veliki meri delo Janeza iz Skitopolisa. Najbolj znane in priljubljene od Maksimovih del pa so zbirke duhovnih izrekov »Stotice o ljubezni«, »Stotici o bogoslovju in ojkonomiji Utelešenja«,  »Asketski dialog« - himna ljubezni do sovražnikov, ki jo Maksim ubesedi prek pogovora med mladim menihom in njegovim duhovnim očetom – ter »Uvajanje v skrivnosti«, globoka razlaga simbolizma svete liturgije. Ohranjenih je tudi precej Maksimovih pisem (nekatera med njimi so kar kratke razprave) in nekaj pesmi.